# 南大街街道 (重庆市)
南大街街道，是中华人民共和国重庆市永川区下辖的一个乡镇级行政单位。

## 行政区划
南大街街道下辖以下地区：
泸州街社区、火车站社区、小桥子社区、兴南路社区、黄文场社区、永隆场社区、桃花岛社区、大南村、小南村、兴隆村、谭家坝村、八角寺村、代家店村和黄瓜山村。